# Azomonas
Azomonas és un gènere de bacteris pertanyent a l'ordre de les Pseudomonadales. Els representants d'aquest gènere típicament posseeixen motilitat, són de morfologia oval a esfèrica (cocs) i secreten grans quantitats de polisacàrid extracel·lular. Es distingeixen dels representants del gènere Azotobacter per la seva incapacitat per formar quists, però, igual que els bacteris d'aquell gènere, són capaços de fixar nitrogen molecular sota condicions aeròbiques.